# آیوهگزول
آیوهگزول، که با نام تجاری Omnipaque و دیگر نام‌ها فروخته می‌شود، یک ماده حاجب است که برای تصویربرداری اشعه ایکس مورد استفاده قرار می‌گیرد. این ماده در تصویربرداری شریان‌ها، وریدها، بطن‌های مغز، سیستم ادراری و مفاصل، و همچنین در طول توموگرافی کامپیوتری (سی‌تی اسکن) استفاده می‌شود. این دارو به صورت تزریق وریدی یا داخل حفره‌های بدنی تجویز می‌شود.
عوارض جانبی شامل استفراغ، گرگرفتگی پوست، سردرد، خارش، مشکلات کلیوی و افت فشار خون است. واکنش‌های آلرژیک یا تشنج با شیوع کمتر ممکن است رخ دهد. آلرژی به پوویدون آیوداین یا حلزون صدف‌دار بیشتر از سایر آلرژی‌ها بر خطر عوارض جانبی تأثیر نمی‌گذارد. استفاده در اواخر بارداری ممکن است باعث کم‌کاری تیروئید در نوزاد شود. آیوهگزول یک ماده حاجب پرتونگاری غیریونیِ یددار بوده و از خانواده کم اسمولار است.
آیوهگزول در سال ۱۹۸۵ برای استفاده پزشکی تأیید شد. این دارو در فهرست داروهای ضروری سازمان جهانی بهداشت قرار دارد.

## شیمی
اسمولالیته آیوهگزول از ۳۲۲ mOsm /kg—تقریباً ۱٫۱ برابر پلاسمای خون—تا 844 mOsm/kg، تقریباً سه برابر خون متغیر است. با وجود این تفاوت، آیوهگزول هنوز هم یک ماده حاجب با اسمولالیته پایین در نظر گرفته می‌شود. اسمولالیته عوامل قدیمی تر، مانند دیاتریزوات، ممکن است بیش از دو برابر بیشتر باشد.

## نام‌های تجاری
این دارو با نام‌های تجاری Omnipaque و Hexopaque به فروش می‌رسد. همچنین به عنوان یک محیط گرادیان چگالی با نام‌های تجاری Accudenz, Histodenz و Nycodenz فروخته می‌شود.

## فرمولاسیون
در غلظت‌های مختلف از ۱۴۰ تا ۳۵۰ میلی‌گرم ید در هر میلی لیتر موجود است.